# OxygenOS
OxygenOS è una distribuzione personalizzata del sistema operativo mobile Android sviluppata dal produttore cinese di smartphone per il mercato estero OnePlus. Esiste anche un'altra versione del sistema operativo progettata specificamente per il mercato interno cinese chiamata HydrogenOS.

## Rapporto tra HydrogenOS e OxygenOS

### Fusione delle 2 ROM
In un'intervista pubblicata il 3 settembre 2016, XDA Developers ha rivelato che OnePlus stava "unendo attivamente entrambe le piattaforme (OxygenOS e HydrogenOS) in un singolo sistema operativo coesivo". Tuttavia questo non è avvenuto e le due ROM continuano a coesistere. OnePlus ha però introdotto gran parte della grafica e delle funzioni proprietarie presente nella Hydrogen dalla versione 3.5 della Oxygen. Inoltre, dall'aggiornamento ad Android Oreo, OnePlus ha introdotto la barra di stato e il launcher della Oxygen nella Hydrogen.

### Differenze della OxygenOS dalla HydrogenOS[5]
Nonostante la parziale fusione messa in atto tra HydrogenOS e OxygenOS nel corso del biennio 2016-2017, persistono ancora alcune fondamentali funzioni esclusive della Oxygen:
- Certificazione Google CTS
- Google Mobile Services (GMS) con Play Store, Play Protect, Project Mainline ecc...
- Supporto multilingue
- Nessun bloatware cinese

## Versioni
| Versione Android  | Versione OxygenOS | Data di rilascio | Dispositivi    |
| ----------------- | ----------------- | ---------------- | -------------- |
| 5.1.1 Lollipop    | 2.1.4             | 16 gennaio 2016  | OnePlus One    |
| 6.0.1 Marshmallow | 3.1.4             | 11 novembre 2016 | OnePlus X      |
| 6.0.1 Marshmallow | 3.6.1             | 10 ottobre 2017  | OnePlus 2      |
| 9 Pie             | 9.0.6             | 19 novembre 2019 | OnePlus 3      |
| 9 Pie             | 9.0.6             | 19 novembre 2019 | OnePlus 3T     |
| 10 Q              | 10.0.0            | 25 maggio 2020   | OnePlus 5      |
| 10 Q              | 10.0.0            | 25 maggio 2020   | OnePlus 5T     |
| 10 Q              | 10.3.4            | 27 maggio 2020   | OnePlus 6      |
| 10 Q              | 10.3.4            | 27 maggio 2020   | OnePlus 6T     |
| 10 Q              | 10.0.6            | 27 maggio 2020   | OnePlus 7      |
| 10 Q              | 10.0.6            | 27 maggio 2020   | OnePlus 7 Pro  |
| 10 Q              | 10.0.11           | 27 maggio 2020   | OnePlus 7T     |
| 10 Q              | 10.0.10           | 27 maggio 2020   | OnePlus 7T Pro |
| 10 Q              | 10.5.6            | 13 maggio 2020   | OnePlus 8      |
| 10 Q              | 10.5.8            | 13 maggio 2020   | OnePlus 8 Pro  |
| 11 R              | 11.2.7.7          | 5 giugno 2021    | OnePlus 9      |
| 11 R              | 11.2.7.7          | 5 giugno 2021    | OnePlus 9 Pro  |

     Dispositivo fuori supporto
     Aggiornamenti delle patch di sicurezza
     Aggiornamenti delle patch di sicurezza e nuove versioni di Android

## Caratteristiche
OxygenOS è la ROM proprietaria di OnePlus pensata per i suoi dispositivi nel mercato occidentale. Presenta un'interfaccia simile ai Pixel di Google, con qualche aggiunta come la personalizzazione dei colori, le gestures a schermo spento, Shelf e le sue app proprietarie. È sicuramente una delle ROM Android migliori sul mercato grazie alla sua reattività e alla costanza negli aggiornamenti, anche nelle distribuzioni di Android.
Questa ROM è da sempre conosciuta per la sua leggerezza e rapidità, che ancora dopo 3 anni è sicuramente la peculiarità di questa distribuzione Android. Oltre a questa, le caratteristiche di punta sono:
- App di sistema (telefono, messaggi, contatti, note, calcolatrice, galleria, file, meteo, orologio, fotocamera, registratore vocale) proprietarie
- Temi chiaro, scuro e a colori che si integrano con tutte le app di sistema
- Colore di accento personalizzabile
- Forma delle icone personalizzabili
- Ehnancer del colore video
- Lift-up display con grafica personalizzabile
- Font OnePlus Slate
- Launcher proprietario (Shelf, collegamenti rapidi, spazio nascosto, drawer a scorrimento verticale disattivabile, compatibilità con qualunque icon pack)
- Personalizzazione delle icone della barra di stato
- Perfetta integrazione con i servizi Google (come Assistant, Lens, ARCore, compilazione automatica)
- Sblocco facciale
- App locker
- App parallele
- Gestures a schermo spento e modalità tasca
- App Game Space che contiene tutti i giochi ottimizzati per la modalità gioco e la modalità Fnatic
- Modalità Zen
- Registratore schermo
- OnePlus Switch

## Porting per altri dispositivi
La OxygenOS è una ROM che si presta molto al porting, seconda solo alla MIUI di Xiaomi. Negli anni sono stati molti gli episodi di porting. Ad esempio era possibile con molta facilità usare le ROM di OnePlus X su OnePlus One. Con l'avvento di Project Treble, sono diventate molte le ROM basate su OxygenOS diffuse in rete per una vasta quantità di dispositivi, talvolta anche per dispositivi OnePlus più anziani.

## Storia
OxygenOS nasce come sostituta della CyanogenMod S per OnePlus One. La versione 1 era basata su Android 5.0.1 Lollipop e non portava nessuna sostanziale novità, se non le gestures a schermo spento presenti ancora oggi. Non era riconosciuta come software stock dal telefono, pertanto bisognava sbloccare quest'ultimo per consentirne l'installazione. 
L'uscita di OnePlus 2 è accompagnata dalla versione 2 della ROM, montata di fabbrica su questo telefono. Si notano novità come Android 5.1.1, il tema scuro, la personalizzazione degli accenti e shelf. Anche OnePlus X monta questa versione di fabbrica, con l'unica divverenza che il tema scuro è in una versione OLED 
Nel 2016 la ROM viene aggiornata ad Android 6.0.1 Marshmallow, non portando nessuna novità sostanziale. È la versione nativa di OnePlus 3, mentre OnePlus 2 e X la ricevono come aggiornamento nel corso dell'estate. 
A settembre arriva la revisione 3.5, che porta sostanziali novità grafiche, un aggiornamento di tutte le app di sistema. Questo aggiornamento è parte dell'avvicinamento della ROM globale con la cinese HydrogenOS. È la versione di fabbrica di OnePlus 3T e viene distribuita agli utenti di OnePlus 2 a Natale, mentre per OnePlus 3 è disponibile solo in qualche beta. 
A Capodanno arriva OxygenOS 4, che oltre all'unificazione dello sviluppo per OnePlus 3 e 3T, vede l'arrivo di Android 7.0 Nougat. Su OnePlus 3 arrivano anche le novità della 3.5.
A marzo 2017 la ROM si aggiorna ad Android 7.1.1 Nougat con un nuovo launcher in stile Google Pixel. Con la versione 4.5, versione nativa di OnePlus 5, arrivano novità come il lift-up display, il font OnePlus Slate e Shot On OnePlus per gli sfondi. Viene distribuita a OnePlus 3 e 3T a settembre 2017. 
Tra novembre 2017 e febbraio 2018 la gamma 3 e 5 viene aggiornata ad Android 8.0 Oreo con OxygenOS 5, non portando nessuna novità all'infuori di quelle di Google. Inoltre ad aprile la gamma 5 riceve Android 8.1 Oreo e ad agosto il supporto a Project Treble. 
A settembre OnePlus 6 salta alla Oxygen 9.0 con Android 9.0 Pie. Con questa versione arriva una grafica completamente rivisitata. Inoltre da ora la numerazione delle ROM sarà parallela a quella di Android. È la versione di fabbrica di OnePlus 6T e a Natale arriva l'aggiornamento per la gamma 5. Ad aprile 2019 esce la beta per la gamma 3, mentre la stabile esce a maggio. 
A settembre 2019 la nuova serie 7 viene aggiornata ad Android 10. Ad ottobre la serie 6 lo riceve in beta e a novembre la stabile. Ad aprile 2020 esce la beta per la gamma 5, seguita a maggio dalla stabile.

## Problemi di privacy
Il 10 ottobre 2017, un ricercatore sulla sicurezza ha scoperto che un servizio di sistema di OxygenOS chiamato "DeviceManagerService" raccoglie dati sensibili e li spedisce ai server di OnePlus. Il servizio raccoglie molti tipi di dati, quali il numero seriale del dispositivo, il numero di telefono, l'IMEI, le connessioni di rete, e i valori con il timestamp delle attività dell'utente per ciascuna applicazione. Gli utenti possono disinstallare il servizio di sistema tramite ADB. Successivamente, OnePlus ha rilasciato una dichiarazione circa la raccolta e l'analisi dei dati, affermando che i dati vengono usati solamente per il miglioramento e l'ottimizzazione del sistema, non sono condivisi con terze parti, e tale raccolta può essere disabilitata dagli utenti nelle impostazioni di sistema. OnePlus ha anche affermato di aver modificato il meccanismo di analisi dei dati, e che non raccoglierà più alcune tipologie di dati.